# King Rollo Films
 (octobre 2016).
Améliorez-le ou discutez des points à vérifier. 
 (novembre 2014).
Si vous disposez d'ouvrages ou d'articles de référence ou si vous connaissez des sites web de qualité traitant du thème abordé ici, merci de compléter l'article en donnant les références utiles à sa vérifiabilité et en les liant à la section « Notes et références ».
King Rollo Films (aussi connus sous les noms de King Rollo Imagineer Films, King Rollo Films & Imagineering et King Rollo-A Films, LLC et anciennement sous le nom de King Rollo Producciones UK) est une société de production animée écossaise qui est une banc de partenaires entre Ryan Drough Studios et Pegbar Animations S.A.

## Productions
- en:Mr Benn pour la BBC Two
- Maxibus en association avec sv:Happy Life pour Carlton Television et London Weekend Television
- Buddy, Where are Yourself ? avec de:Super RTL et en collaboration avec en:PBS Kids